# 藤原一朗
藤原 一朗（ふじわら いちろう、1965年1月12日-）は日本の銀行家、実業家。名古屋銀行代表取締役頭取や第二地方銀行協会副会長理事や同会長、全国銀行協会副会長を務める。

## 来歴・人物
東京都大田区出身。一橋大学経済学部卒。日本興業銀行（現在のみずほ銀行）を経て、名古屋銀行に入行し、2006年に同行取締役に就任する。2013年に代表取締役副頭取に、2017年に中村昌弘の後任として代表取締役頭取に就任した。
2018年に第二地方銀行協会の次期会長に内定し、2019年6月に就任し、全国銀行協会副会長兼務。

## 親族
日本経済新聞では元頭取の加藤千麿の娘婿と報道していた。

## 経歴
- 1987（昭和62）年
  - 4月:日本興業銀行（後のみずほ銀行）入行
- 2003（平成15）年
  - 8月:名古屋銀行入行。融資部次長
- 2004（平成6）年
  - 1月:同行本店営業部副部長
  - 10月:同行第3エリア長兼名古屋駅前支店長
- 2005（平成17）年
  - 6月:同行執行役員第3エリア長兼名古屋駅前支店長
- 2006（平成18）年
  - 6月:同行常務取締役本店営業部長
- 2013（平成25）年
  - 6月:同行代表取締役副頭取
- 2017（平成29）年
  - 6月:同行代表取締役頭取（現任）
- 2019（令和元）年
  - 6月:第二地方銀行協会会長

## 参考資料
- “第100期定時株主総会招集ご通知” (PDF).   名古屋銀行 (2018年6月5日). 2019年5月7日閲覧。
- “名古屋銀行第100期有価証券報告書” (PDF).   EDINET (2018年6月25日). 2019年5月7日閲覧。

| ビジネス      | ビジネス                                       | ビジネス      |
| ------------- | ---------------------------------------------- | ------------- |
| 先代 中村昌弘 | 名古屋銀行頭取 第4代：2017年 -                 | 次代          |
| 先代 熊谷俊行 | 第二地方銀行協会会長 ：2019年 - 2020年         | 次代 西川義教 |
| 先代 熊谷俊行 | 第二地方銀行協会会長 ：2024年 - 2025年（予定） | 次代 （現職） |